# Kanadai csuszka
A kanadai csuszka avagy vörösbegyű csuszka (Sitta canadensis) a verébalakúak (Passeriformes) rendjébe, ezen belül a csuszkafélék (Sittidae) családjába tartozó faj.

## Származása, elterjedése
Kanadában, az Amerikai Egyesült Államokban, Saint-Pierre és Miquelon szigetein, valamint Mexikóban honos. Kóborlásai során eljut Izlandra és az Egyesült Királyságba is.

## Megjelenése, felépítése
Testhossza 11 centiméter, szárnyfesztávolsága 18–20 centiméter, testtömege 8–13 gramm.

## Életmódja, élőhelye
Természetes élőhelyei a szubtrópusi és trópusi hegyi esőerdők, mérsékelt övi erdők és száraz cserjések, de betelepült az ültetvényekre és a vidéki kertekbe is.